# Mikołaj Krzysztofowicz
Mikołaj  Krzysztofowicz (ur. 1846, zm. 2 sierpnia 1935 w Załuczu) – ziemianin, doktor praw, poseł do Rady Państwa w Wiedniu i Sejmu Krajowego Galicji, właściciel majątków Kniaże i Załucze.

## Życiorys
Pochodził z ormiańskiej rodziny, był synem Kajetana (1808–1875) i Emilii z Romaszkanów (ur. 1822). W latach 1879–1885 był posłem do Rady Państwa w Wiedniu reprezentując kurię wielkiej własności. 20 grudnia 1893 uzyskał mandat poselski do Sejmu Krajowego Galicji z kurii wielkiej własności obwodu kołomyjskiego w wyborach uzupełniających po rezygnacji Jana Kapriego i pozostawał w sejmie do jego rozwiązania w 1914. Pracował w komisjach administracyjnej, budżetowej, gospodarstwa krajowego, podatkowej, sanitarnej, szkolnej, a od 1910 także w sejmowej komisji reformy wyborczej. W 1908 wspólnie z innymi ziemianami z rejonów wschodniej Galicji złożył namiestnikowi Michałowi Bobrzyńskiemu memoriał domagający się stanowczej polityki rządu w obronie polskiego stanu posiadania we wschodniej Galicji. Członek i działacz Galicyjskiego Towarzystwa Gospodarskiego, członek jego Komitetu (od 18 czerwca 1903 do 24 czerwca 1910). Należał do konserwatywnego stronnictwa Podolaków, był marszałkiem powiatu śniatyńskiego, prezesem Wydziału Okręgowego Towarzystwa Kredytowego Ziemskiego. 
Z małżeństwa z Eweliną Siemianowską (zm. 1916) miał jedyną córkę Izabelę (1878–1943), zamężną z Józefem Wincentym Jaruzelskim. Wnuczką Mikołaja była Ewa Maria, matka Zbyszka Cybulskiego.
Mikołaja pochowano w krypcie kościoła św. Mikołaja w Załuczu.

## Ordery i odznaczenia
- Krzyż Komandorski Orderu Odrodzenia Polski (10 listopada 1928)[6]
- Komandor Orderu Św. Grzegorza Wielkiego (Watykan)[7]